# Thomaston, New York
Thomaston är en by i Nassau County i den amerikanska delstaten New York med en yta av 1,1 km² och en folkmängd, som uppgår till 2 607 invånare (2000). Thomaston ligger i staden North Hempstead på Long Islands nordkust.